# Климовский, Михаил Александрович
Михаи́л Алекса́ндрович Климо́вский (28 сентября 1905, Вологодская губерния, Российская империя — 15 марта 1993, Вельск, Архангельская область, Россия) — участник Великой Отечественной войны, полный кавалер ордена Славы.

## Биография
Родился 28 сентября 1905 года в деревне Герасимовской Вельского уезда Вологодской губернии (ныне Верховажский район Вологодской области). Окончил 4 класса церковно-приходской школы при Кулойско-Покровском приходе. До войны работал плотником в лесозаготовительной конторе Верховажского леспромхоза треста Мосгортоп. С апреля 1937 года был лесником в том же леспромхозе. В апреле 1940 года перешёл на работу кладовщиком Нижне-Кулойского завода в Леспродторге. Член ВКП(б).

### Фронт
С началом Великой Отечественной войны 11 июля 1941 года призван Верховажским райвоенкоматом в ряды РККА. На фронте с ноября 1941 года, служил сапёром 263-й стрелковой дивизии, сформированной в Архангельске. Боевое крещение получил на Карельском фронте возле железнодорожной станции Кандалакша.
В начале 1944 года при освобождении города Кривой Рог был ранен во время непрерывного пятидневного сражения, но не покинул поля боя. К весне 1944 года воевал в 50-м гвардейском полку 15-й гвардейской стрелковой дивизии.
Стрелок 50-го гвардейского стрелкового полка (3-й Украинский фронт) гвардии рядовой М. А. Климовский 24 апреля 1944 года в бою за расширение плацдарма на правом берегу реки Днестр близ населенного пункта Варница при отражении вражеской контратаки истребил из автомата свыше 10 пехотинцев. Преследуя врага, первым поднялся в атаку, ворвался в траншею противника и взял в плен одного солдата. Приказом от 9 мая 1944 года награждён орденом Славы III степени.
Помощник командира взвода того же полка (1-й Украинский фронт) гвардии старший сержант М. А. Климовский 16 августа 1944 года в бою на левом берегу реки Висла за железнодорожную станцию Щеглин (юго-западнее г. Сандомир, Польша) выдвинулся с пулемётом впереди боевых порядков стрелковых подразделений и, заняв выгодную позицию, внезапным огнём уничтожил большое количество контратакующей пехоты. Приказом от 18 сентября 1944 года награждён орденом Славы II степени.
12 января 1945 года при прорыве сильно укреплённой вражеской обороны в районе населённых пунктов Борек, Метель и Вуйгонская (юго-западнее г. Сандомир) поднял взвод в атаку, ворвался в траншею, гранатами и из автомата истребил 6 гитлеровцев, одного пленил. 14 января 1945 года во главе бойцов взвода вышел в тыл врага и атаковал огневую позицию артиллерийской батареи противника, препятствовавшей продвижению подразделений полка. В этом бою получил тяжёлое ранение, после которого на фронт уже не вернулся. 10 апреля 1945 года награждён орденом Славы I степени и стал полным кавалером ордена.

### После войны
В июне 1945 года был демобилизован из армии в звании старшины. Вернувшись в родную деревню, работал заведующим складом Нижне-Кулойского пункта «Заготзерно». В апреле 1957 года был уволен по решению бюро Верховажского райкома КПСС из-за отказа работать председателем колхоза и переехал в город Вельск. Работал в Кулойском локомотивном депо, в 1957—1985 годах — на Вельской лесоперевалочной базе треста «Двиносплав», сперва плотником, затем завскладом материально-технического снабжения. Выйдя на пенсию, продолжал работать до 80-летнего возраста.
Решением исполкома Вельского городского Совета народных депутатов от 25 июля 1980 года № 203 М. А. Климовскому было присвоено только что восстановленное звание «Почётный гражданин города Вельска».
Умер 15 марта 1993 года в Вельске на 88-м году жизни. Похоронен на Аргуновском сельском кладбище.

## Награды
- орден Отечественной войны I степени
- ордена Славы I, II, и III степеней
- медали

## Память
9 мая 1994 года именем героя названа одна из улиц в городе Вельске (бывшая Промышленная улица в микрорайоне Лесобаза). На доме, где он жил, установлена мемориальная доска.